# Oktogon (arkitektur)

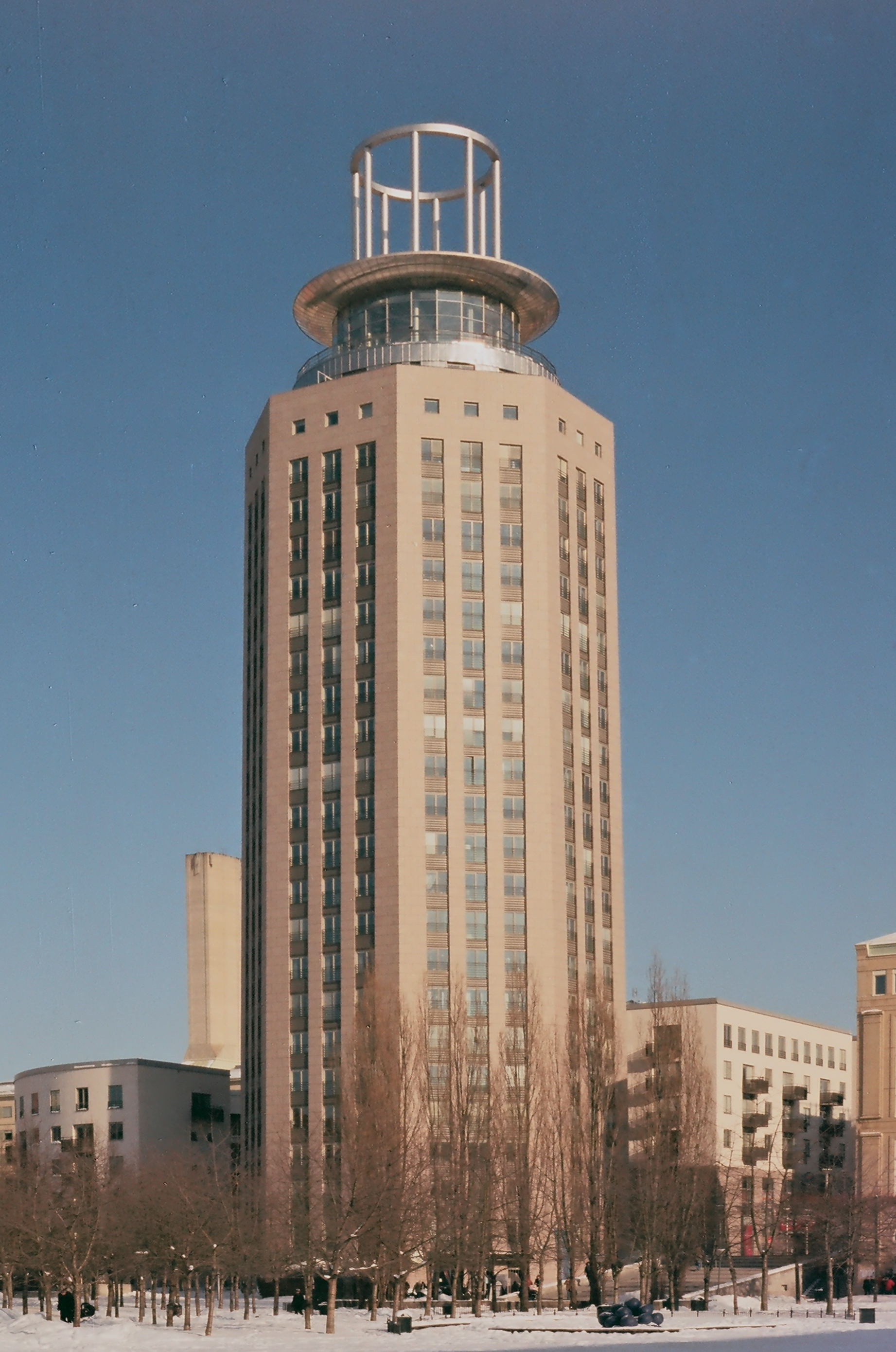
Söder torn i Stockholm har ortogonal grundplan.

Oktogon är en byggnad med oktogonal (åttahörnig) grundplan.
Den har ofta utnyttjats för tornbyggnader och religiösa byggnader och för vissa ändamål, såsom dophus (baptisterium), gravkapell eller bårhus. Klippmoskén är en, Aachens domkyrka (kärnan i katedralen − palatskapellet) en annan berömd byggnad. Klippmoskén kom att influera Svärdsriddarorden till en oktagonal form på ordens kyrkor. 
I Sverige märks till exempel Helgeand, Visby, rundlogar i bland annat Västerbotten, samt bostadshuset Söder torn i Stockholm. 
En känd oktogon är den som avslutar koret i Trondheims domkyrka.